# Minerva-Hills-Nationalpark
Der Minerva-Hills-Nationalpark (engl.: Minerva Hills National Park) ist ein Nationalpark im Osten des australischen Bundesstaates Queensland.

## Lage
Der Park liegt 626 Kilometer nordwestlich von Brisbane und 60 Kilometer südlich von Emerald, an der Dawson Developmental Road und dem Gregory Highway.
In der Nachbarschaft befinden sich der Snake Range- und der Albinia-Nationalpark.

## Geschichte
Das Gebiet um Springsure wurde vom Aboriginesstamm der Kariai bewohnt, was man noch heute an Steinfiguren und Felszeichnungen erkennt.

## Landesnatur
Der Park umschließt die beiden alten Vulkane Mount Barrambool und Mount Zamia. Besonders bekannt ist der Virgin Rock am Mount Zamia, der, von Springsure aus betrachtet, in seiner Form an die Gottesmutter Maria, die ihr Kind wiegt, erinnert. Nachts ist der Virgin Rock mit Flutlicht angestrahlt.

## Flora
Die Berghänge sind mit lichtem, grasigen Wald bedeckt. Mountain Coolibah (Eucalyptus coolabah), Silver-leaved Ironbark (Eucalyptus melanophloia) und Gum-topped Bloodwood (Corymbia stockeri) ragen über Macrozamia- und Grasbaum-Arten auf. In den geschützten Tälern zu Füßen der Felsabstürze findet sich halbimmergrüner Regenwald, in dem Feigenbaum-Arten, Stinging Tree (eine Dendrocnide-Art mit Brennhaaren) und Klebsamen-Arten wachsen. Auf den Berggipfeln herrschen Blaugraswiesen mit Akazien-Arten vor.

## Einrichtungen und Zufahrt
Das Zelten im Park ist nicht gestattet. Es gibt einen angelegten Wanderweg von Parkplatz zum Skyline Lookout (1,6 km), von wo man einen guten Blick nach Süden auf den Mount Zamia mit dem Virgin Rock, sowie auf den Ort Springsure, hat. Daneben gibt es eine Reihe weiterer Aussichtsplätze mit Picknickeinrichtungen.
Der Minerva-Hills-Nationalpark liegt direkt westlich von Springsure. Vier Kilometer folgt man der Dawson Developmental Road nach Westen und biegt dann nach Norden zum Dendle Drive ab. Der Parkplatz ist nach weiteren drei Kilometern erreicht.